# Heimatverein Kempten
Der Heimatverein Kempten e. V. ist eine Heimatschutzbewegung in Form eines 1884 gegründeten Vereins im Allgäu. Der Verein wurde ursprünglich zur Erforschung des römischen Cambodunum als Allgäuer Alterthumsverein  gegründet, ging räumlich und inhaltlich aber schnell über die Archäologie und Kempten hinaus. Eine zur Geschichtsforschung bedeutende Einführung war der Allgäuer Geschichtsfreund, eine seit 1888 jährlich erscheinende Publikation mit wissenschaftlichen Beiträgen zur Regionalgeschichte, die mittlerweile um eine weitere Schriftenreihe erweitert wurde. Der Heimatverein Kempten ist Mitglied des im Jahr 1948 gegründeten Heimatbundes Allgäu.

## Geschichte

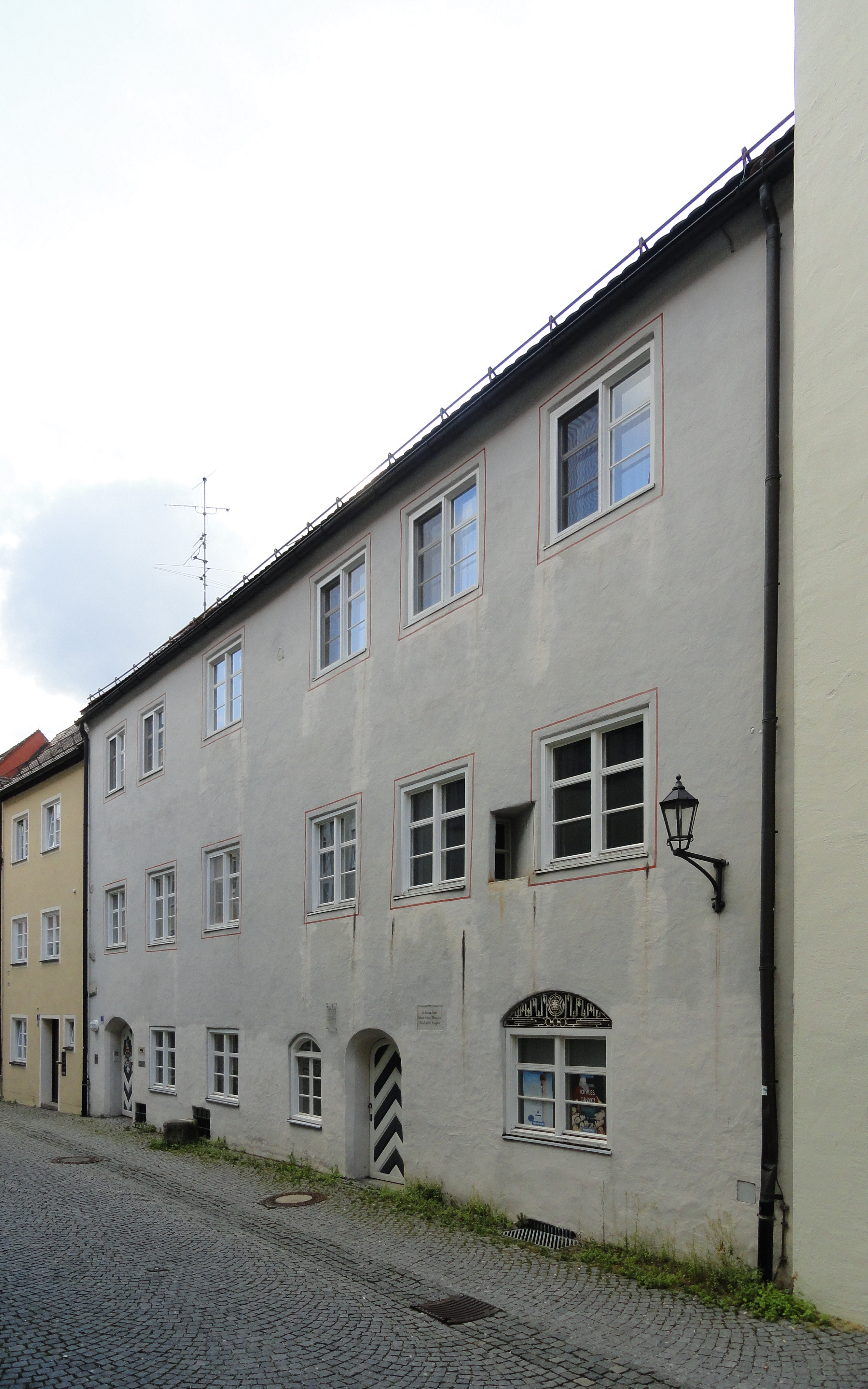
In der denkmalgeschützten Reichsstädtischen Münze hat der Verein seinen Sitz.

Als Allgäuer Alterthumsverein wurde am 9. Mai 1884 der Verein von dem Kemptener Bürgermeister, Hofrat und Heimatforscher Adolf Horchler gegründet. Erste Unternehmungen waren Ausgrabungen und Erforschungen des römischen Cambodunum auf dem Lindenberg in Kempten. 1889 zeigte der Verein Aktivitäten im bayerisch-schwäbischen Allgäu. 1904 bis 1909 ging die Vereinsaktivität zurück, bis der Verein in Historischer Verein zur Förderung der Heimatkunde des gesamten Allgäus und 1912 in Historischer Verein für das Allgäu zu Kempten umbenannt wurde, gleichzeitig stieg auch das Interesse am Verein dank bekannter Referenten und interessanter Forschungsergebnisse.
1938 wurde der Verein in Heimatdienst Allgäu umbenannt. In dieser Zeit der regierenden NSDAP wurden unter Vorsitz von Otto Merkt auch die Arbeiten des Heimatvereins „in den Dienst der Gegenwarts- und Zukunftsarbeiten des Nationalsozialistischen Staates“ gestellt. Die Forschungsarbeit des Vereins wich damit den propagandistischen Zwecken der Blut-und-Boden-Ideologie. Die Ergebnisse wurden nicht mehr in wissenschaftlicher Form, sondern in volkstümlicher Fassung herausgegeben.
In der Nachkriegszeit wurde im Jahr 1948 der Verein Mitglied des fast identisch genannten Dachverbandes Verband Heimatdienst Allgäu. Dieser zwischenzeitlich in Heimatbund Allgäu umbenannte Verband wurde von Alfred Weitnauer und Otto Merkt gegründet. Den Namen Heimatverein Kempten bekam der Kemptener Ortsverein im Jahr 1956. 2002 zog die Geschäftsstelle des Vereins von der Bodmanstraße in die Schützenstraße ins Gebäude der denkmalgeschützten Reichsstädtischen Münze, die Prägestätte der Münzgelder der Reichsstadt Kempten.
Vereinsnamen
- 1884: Alterthums-Verein für das Allgäu oder Allgäuer Alterthumsverein
- 1909: Historischer Verein zur Förderung der Heimatkunde des gesamten Allgäus
- 1912: Historischer Verein für das Allgäu zu Kempten
- 1938: Heimatdienst Allgäu
- seit 1956: Heimatverein Kempten

## Mitglieder

### Vorsitzende
Der Bürgermeister Adolf Horchler war von 1884 bis 1908 Vorsitzender des Vereins, bis diese Funktion 1909 von Albert Fehlner besetzt wurde. Otto Merkt, dessen Amtszeit als Ära bezeichnet wird, war von 1920 bis 1948, sowie in den Jahren 1948 bis 1951 Kopf des Vereins. In der Zwischenzeit, wo Merkt nicht Vorsitzender war, besaß Karl Flach für kurze Zeit im Jahr 1948 diese Position. Von 1951 bis 1954 war Eugen Schraudy, von 1954 bis 1958 Gustav Voll sowie von 1958 bis 1966 Richard Knussert der Vorsitzende des Vereins. Der von 1966 bis 1976 amtierende Robert Hüttinger wurde von Magnus Stadler von 1976 bis 1986 benachfolgt. Der Baudirektor Tilman Ritter des Freistaats Bayern ist seit 2001 Vereinsvorsitzender und somit Nachfolger von Anton Joseph Keil. Keil hatte das Amt des Vereinsvorsitzenden von 1986 bis 2001 inne.
- 1884–1908: Adolf Horchler
- 1909–1919: Albert Fehlner
- 1920–1948: Otto Merkt
- 1948: Karl Flach
- 1948–1951: Otto Merkt
- 1951–1954: Eugen Schraudy
- 1954–1958: Gustav Voll
- 1958–1966: Richard Knussert
- 1966–1976: Robert Hüttinger
- 1976–1986: Magnus Stadler
- 1986–2001: Anton Joseph Keil
- 2001–2019: Tilman Ritter
- seit 2019: Markus Naumann

### Bekannte Mitglieder
Zu den bekannten Mitgliedern, also Personen der ersten Stunde und frühen verdienten Persönlichkeiten gehörten die Mitbegründer Joseph Buck sowie Adolf Leichtle (1841–1913). Weitere Personen waren der Buchhändler Ludwig Huber (1848–1900) sowie der Kaufmann August Ullrich (1857–1928). Der Reichsarchivdirektor Franz Ludwig Baumann gehörte ebenso wie der Rechtsrat Martin Kellenberger (1857–1939) aus Mittelschwaben und Oberstudiendirektor Max Förderreuther aus Franken zu den regional prominenten Historikern und Heimatforschern. Der Historiker und Lehrer Josef Rottenkolber (1890–1970) ist ebenso Vereinsmitglied gewesen wie der Bezirksheimatpfleger Alfred Weitnauer. Hierzu kommen noch die Stadtarchivare Friedrich Heinrich Hacker (1880–1950) aus Altbayern, Friedrich Zollhoefer und Wolfgang Haberl (1927–2012).

## Publikationen

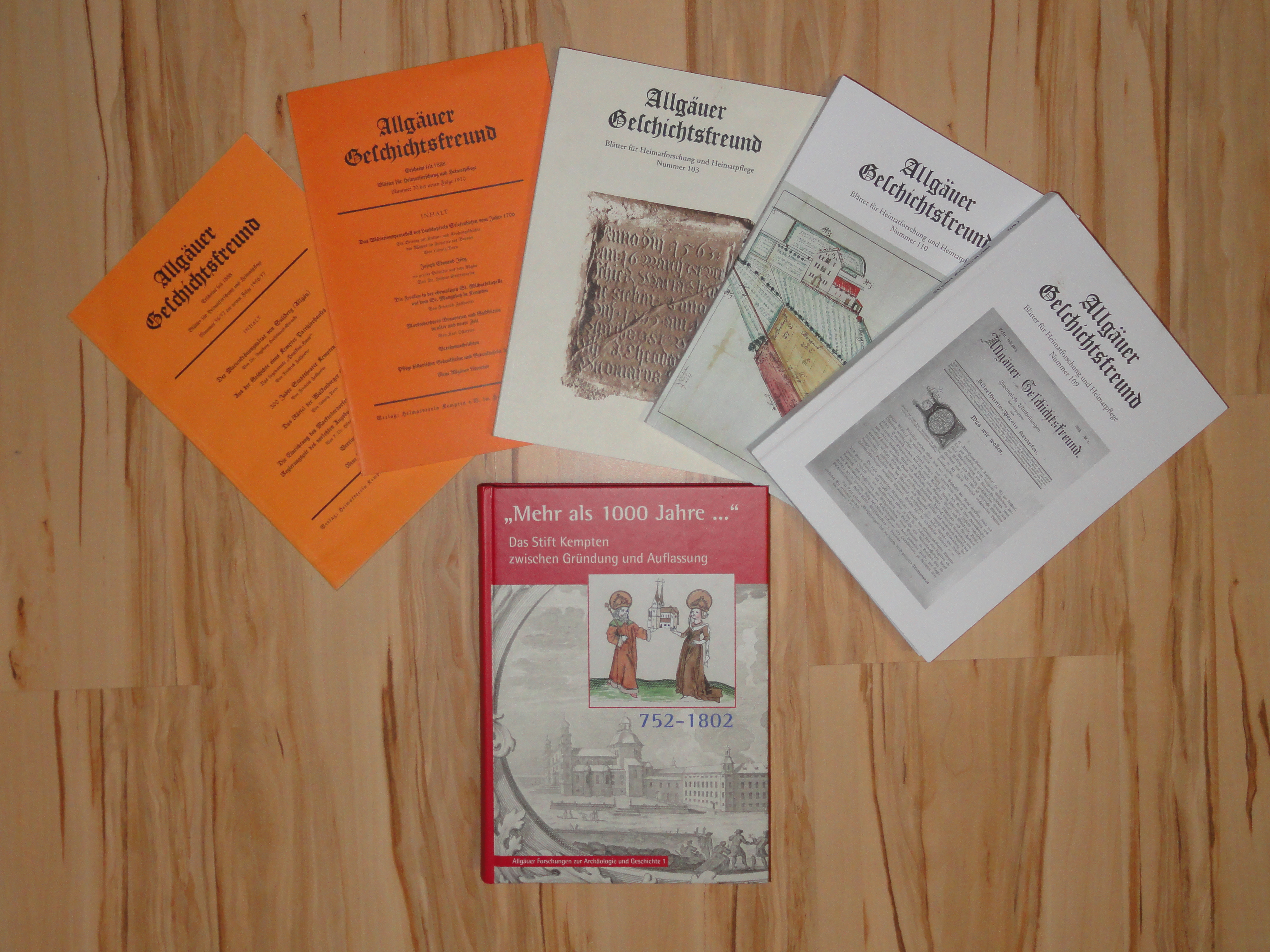
Oben: Allgäuer Geschichtsfreunde, auf dem rechten Buch ist das Titelblatt der ersten Mitteilungsschrift abgedruckt.
Unten: Die 2006 eingeführte neue Publikation, der erste Band der Allgäuer Forschungen zur Archäologie und Geschichte.

Neben den schriftlichen Publikationen gibt es jedes Jahr auch Vorträge, Exkursionen und Ausflüge.

### Allgäuer Geschichtsfreund (AGF)
Der Allgäuer Geschichtsfreund ist eine jährliche Publikation des Heimatvereins Kempten. Das 1888 zum ersten Mal herausgegebene Mitteilungsblatt sollte „zur Weckung und Belebung geschichtlichen Sinnes und Strebens vom 1. Juli 1888 als historische Mittheilungen in der Form von zwanglos erscheinender Blätter“ die innige Verbindung zwischen Vereinsleitung und Mitgliedern stärken. Der AGF war das erste Medium zur Veröffentlichung der Erkenntnisse der Forschungen und Ausgrabungen zu den Römern in Kempten. Innerhalb kurzer Zeit wurden auch andere Themengebiete wie Wappen-, Siegel- und Münzfunde im Geschichtsfreund thematisiert. Auch Sagen, Bräuche, Dichtungen, Deutungen von Quellenschriften und die systematische Erforschung der Burgen und Burgställe des Allgäus wurden nach und nach in Augenschein genommen. Dazugekommen sind in jüngerer Geschichte auch Biografien zu verschiedenen Persönlichkeiten der Region. In den Jahren 1904 bis 1908 und von 1944 bis 1948 wurden keine Mitteilungsschriften herausgegeben.

### Allgäuer Forschungen zur Archäologie und Geschichte (AFAG)
Die Publikation einiger von Archäologen und Historikern erarbeiteten Themen hatte keine ausreichende Darstellungsplattform, die jährliche Publikation des AGF bot keinen Platz für lange wissenschaftliche Aufsätze. So wurde 2006 die Schriftenreihe Allgäuer Forschung zur Archäologie und Geschichte eingeführt. In der als AFAG abgekürzten Reihe sollen insbesondere neue Forschungserkenntnisse ein geeignetes Medium finden. So wurde in der ersten Ausgabe, welche das Fürststift Kempten und seine Geschichte beschrieb, die über ein Jahrhundert fundamentlos etablierte Theorie der Kemptener Klosterverlegung (vgl. Alfred Weitnauer) widerlegt. Die zweite erarbeitete Ausgabe behandelt Münzfunde im Allgäu. Eine Darstellung des Architekten Andor Ákos soll in einem der nächsten Bände publiziert werden.
Bände
- Band 1: Diverse Herausgeber und Autoren: „Mehr als 1000 Jahre…“ Das Stift Kempten zwischen Gründung und Auflassung 752 bis 1802. Likias Verlag, Friedberg 2006, ISBN 3-9807628-6-6.
- Band 2: Harald Derschka: Fundmünzen aus Kempten. Katalog und Auswertung der in Kempten (Allgäu) gefundenen Münzen und münzähnlichen Objekte aus dem Mittelalter und der Neuzeit. Likias Verlag, Friedberg 2007, ISBN 3-9807628-7-4.
- Band 3: Markus Naumann: Spuren im Wald. Messerschmitt/Werkzeugbau Kottern und das KZ-Außenlager in Fischen. Likias Verlag, Friedberg 2017, ISBN 978-3-9817006-6-4.
- Band 4: Brigitte Klingmann: Die Porträtgalerie der Fürstäbte des Fürststiftes Kempten. Likias Verlag, Friedberg 2017, ISBN 978-3-9820130-2-2.

### Weitere Publikationen
2012 hat der Heimatverein Kempten gemeinsam mit Ilse Roßmanith-Mitterer als Autorin und Roger Mayrock als Illustrator das Kindersachbuch „Reise nach Cambodunum: Ein Besuch im römischen Kempten“ herausgegeben. 2014 wurde diese Reihe mit Mit Leo ins Mittelalter fortgesetzt.

## Bedeutung
Die Existenz des Heimatvereins mit seinen Mitgliedern hatte maßgebliche Bedeutung für den Aufbau des Heimatmuseums, dem heutigen Allgäu-Museum samt Stadtarchiv im Neubronner Haus und dem alten Zollamt. Auch die Museumsbestände wurden von Vereinsmitgliedern aufgebaut, gesammelt oder erworben. Die bestehende Nähe des Vereins zum Stadtarchiv zeigt sich insbesondere durch die Einlagerung der Publikationen Allgäuer Geschichtsfreund durch das Stadtarchiv in einem gesonderten Raum. Die heute in der Orangerie beheimatete Stadtbibliothek basiert auf einer früher ehrenamtlich im Heimatmuseum geführten Bücherei, die ebenfalls vom Heimatverein beeinflusst war. Das Römische Museum im Zumsteinhaus (mit naturwissenschaftlicher und geologischer Ausstellung) konnte bis zur Schließung im Mai 2015 aufgrund von Einsparungen durch die Stadt Kempten nur mit der Hilfe des Heimatvereins weiterhin regelmäßig geöffnet werden. Der Heimatverein bietet seit Jahrzehnten Führungen durch die Prunkräume der Residenz in Kempten im Auftrag der Bayerischen Verwaltung der staatlichen Schlösser, Gärten und Seen an.